# Sabil al-Chalidi
Der Sabil al-Chalidi (arabisch سبيل الخالدي, DMG Sabīl al-Ḫālidī) ist ein osmanischer Brunnen in der Altstadt Jerusalems.

## Name
Der Sabil erhielt seinen Namen nach seinem Erbauer Muhammad San’allah al-Chalidi.
Weitere Namen des Brunnens sind:
- Sabil Daradsch al-‘Ain (arabisch سبيل درج العين, DMG Sabīl Daraǧ al-ʿain ‚Brunnen Treppe der Quelle‘) nach seiner Lage an der Treppe Daradsch al-‘Ain (arabisch درج العين, DMG Daraǧ al-ʿain ‚Treppe der Quelle‘; arabisch درج, DMG Daraǧ ‚Treppe‘; arabisch عين, DMG ʿain ‚Quelle‘)[3]
- Sabil Al-Wad Stairs, Sabil Bab Al-Wad Stairs (= Treppe) nach seiner Lage an der Treppe, die von der Al-Wad-Straße zur Kettentorstraße führt.[1]

## Geographie
Der Sabil al-Chalidi⊙ befindet sich 60 m westlich des Ketten-Tores⊙ auf der Nordseite der Kettentorstraße.
Direkt neben dem Brunnen, auf seiner Westseite, führt die Treppe Daradsch al-Ain hinunter zur Al-Wad-Straße.
Auf der anderen Seite der Treppe, dem Brunnen gegenüber, steht die Turbat al-Dschaliqija⊙.

## Beschreibung
Der Sabil ist ein kleines kubisches Gebäude.
Auf der Südseite befindet sich eine, von einem Spitzbogen gerahmte Nische.
Die Nische ist 1,9 m breit und 0,7 m tief.
Früher stand in ihr ein Wassertrog, der verloren gegangen ist.
Der Spitzbogen ist aus roten, schwarzen und gelben Wölbsteinen aufgebaut.
Der äußere Rand ist mit einem Hundszahn-Fries verziert.
Über dem Fries befindet sich noch ein flaches Band, das mit quadratischen kleinen blauen Majolika-Kacheln geschmückt ist.
In der Nische sind zwei vergitterte Fenster, die früher der Wasserausgabe dienten.
Die Fenster sind jeweils 0,58 m breit und 1,15 m hoch.
Oberhalb der Fenster befindet sich eine 0,3 m × 0,3 m große Nische, die wahrscheinlich früher eine Platte mit einer Inschrift enthielt.
Auf der Westseite ermöglicht eine 0,78 m breite und 1,3 m hohe Tür den Eintritt in das Gebäude.
Das Innere des Sabil al-Chalidi bildet ein einziger 1,75 m × 2,8 m großer Raum.

## Wasserversorgung
Auf der Südseite verläuft eine Wasserleitung von den Teichen Salomos über den Wilsonbogen zum Tempelberg.
Sie geht auf herodianische Zeit zurück.
Westlich der Treppe Daradsch al-Ain  bezeugt eine arabische Bauinschrift, dass diese Wasserleitung im Jahr 1469 unter Al-Malik al-Aschraf Saif ad-Din Abu l-Nasr Kait-Bay renoviert wurde.
Der Sabil al-Chalidi wurde von dieser Wasserleitung gespeist.
Diese Wasserleitung gehört zum Wasserversorgungssystem, das unter Suleiman dem Prächtigen renoviert und ausgebaut wurde und den Namen Qanat as-Sabil erhielt.

## Geschichte
Das Gebäude wurde wahrscheinlich ebenso wie die Turbat al-Dschaliqija Anfang des 14. Jahrhunderts in mamlukischem Stil erbaut.
Davon zeugt das Mauerwerk der Westwand.
Zunächst diente es als Laden.
1713 wandelte Muhammad San’allah al-Chalidi, der Eigentümer des Ladens, es in einen Sabil um.
In dieser Zeit wurde die Südwand mit der Nische und den Fenstern zur Wasserausgabe errichtet.
In der heutigen Zeit wird das Gebäude als Lagerraum von der Chalidi-Familie genutzt.